# Joseph Whitworth
Joseph Whitworth (Stockport, 21. prosinca 1803. – Monte Carlo, 22. siječnja 1887.), engleski inženjer. J. Whitworth je bio konstruktor, izumitelj i tvorničar alatnih strojeva. Prvi je uveo jednostavne standarde za vijčane navoje (1841.), pa se navoji normirani u engleskom sustavu mjera nazivaju po njemu (Whithworthov navoj). Otkrio je postupak lijevanja čelika pod tlakom, te razvio ili unaprijedio više strojeva za strojnu obradu materijala, a sredinom 19. stoljeća alatni strojevi iz njegove tvornice bili su poznati diljem svijeta po svojoj točnosti i kvaliteti.

## Whitworthovi navoji
Teorijski profil tih navoja jest istokračni trokut s kutom profila od 55°. Osnovna mjerna jedinica mjera vijaka s Whitworthovim navojem jest palac, inč ili col (inč = 25,4 mm). Na primjer Whitworthovim navoj od 1 7/8" ima vanjski promjer 41,277 mm. Međutim, u zemljama koje se služe metričkim sustavom mjera samo se vanjski promjer tih vijaka zadaje u inčima, a sve ostale mjere u milimetrima. U upotrebi su dvije vrste Whitworthovih navoja: normalni i cijevni. Obično se pod nazivom Whitworthov navoj podrazumijeva normalni, dok se drugi obično nazivaju cijevnim navojima. 
SAD i Kanada upotrebljavale su do 1948. takozvani inčni (colovski) navoj s plosnatim korijenom i kutom profila 60°, dok su Ujedinjeno Kraljevstvo i skandinavske zemlje dale prednost Whitworthovu navoju s kutom profila 55° i zaobljenim korijenom navoja, a navoje ispod 1/4" čak s 47,5° (BA navoj). SAD, Ujedinjeno Kraljevstvo i Kanada sporazumjele su se 1948. da prijeđu na jednoobrazni profil s kutom profila 60° i plosnati, lako zaobljeni korijen navoja (Unifed navoj ili UNF). Zemlje s anglosaksonskim sustavom mjera zaključile su da postepeno prijeđu na ISO navoj u inčima s kutom profila 60° i zaobljenim korijenom navoja, dok su zemlje s metričkim sustavom mjera sporazumjele da prihvate metrički navoj s ISO profilom.

### Whitworthovi cijevni navoji
Whitworthovi cijevni navoji imaju navoj malih mjera (dimenzija). Na primjer, pri nazivnom promjeru cijevi od 2", uspon (korak) i dubina profila normalnog Whitworthovog navoja iznose 5,645 mm, odnosno 3,614 mm, dok kod cijevnog navoja iznose svega 2,309 mm, odnosno 1,479 mm. Zbog toga što ti navoji znatno manje oslabljuju materijal i osim toga imaju puni profil pa dobro brtve, oni su prikladni za spajanje cijevi (odatle im i naziv) koje redovno imaju tanke stijenke, pa bi ih normalni Whitworthov navoj kod narezivanja jednostavno presjekao. Oni se upotrebljavaju i za spajanje drugih dijelova koji ne smiju biti odviše oslabljeni navojem. Whitworthovi cijevni navoji označuju se slovom R ispred mjere nazivnog promjera, na primjer R 2". Uvođenjem trokutastog ISO profila opada upotreba Whitworthovih navoja.